# Геруа, Борис Владимирович
Бори́с Влади́мирович Геруа́ (9 марта 1876 — 28 февраля 1942, Торки, Девоншир, Великобритания) — русский военный деятель, генерал-майор (1916).

## Биография
Сын генерал-майора Владимира Александровича Геруа, внук командира лейб-гвардии Сапёрного батальона генерала А. К. Геруа. Старший брат — Александр Владимирович.
Учился в 1-м кадетском корпусе в Санкт-Петербурге, откуда был переведен в Пажеский корпус, который окончил в 1895 году. Служил в лейб-гвардии Егерском полку: подпоручик, с 1899 — поручик. В этот период начал увлекаться живописью, посещал Рисовальную школу Общества поощрения художеств в Петербурге.
Осенью 1901 поступил в Николаевскую академию Генерального штаба. Окончил академию в 1904 году. В 1903 был произведён в штабс-капитаны гвардии, в 1905 переименован в капитаны Генерального штаба.

### Русско-японская война
В 1904—1905 участвовал в русско-японской войне. В составе группы выпускников Академии состоял при штабе наместника Дальнего Востока адмирала Алексеева, затем при штабе главнокомандующего генерала Куропаткина, где сначала выполнял различные временные поручения, в том числе по топографической съёмке местности района боевых действий. После сражения при Ляояне — обер-офицер для делопроизводства и поручений в разведывательном отделении штаба Манчжурской армии, возглавлявшемся полковником бароном А. Г. Винекеном.

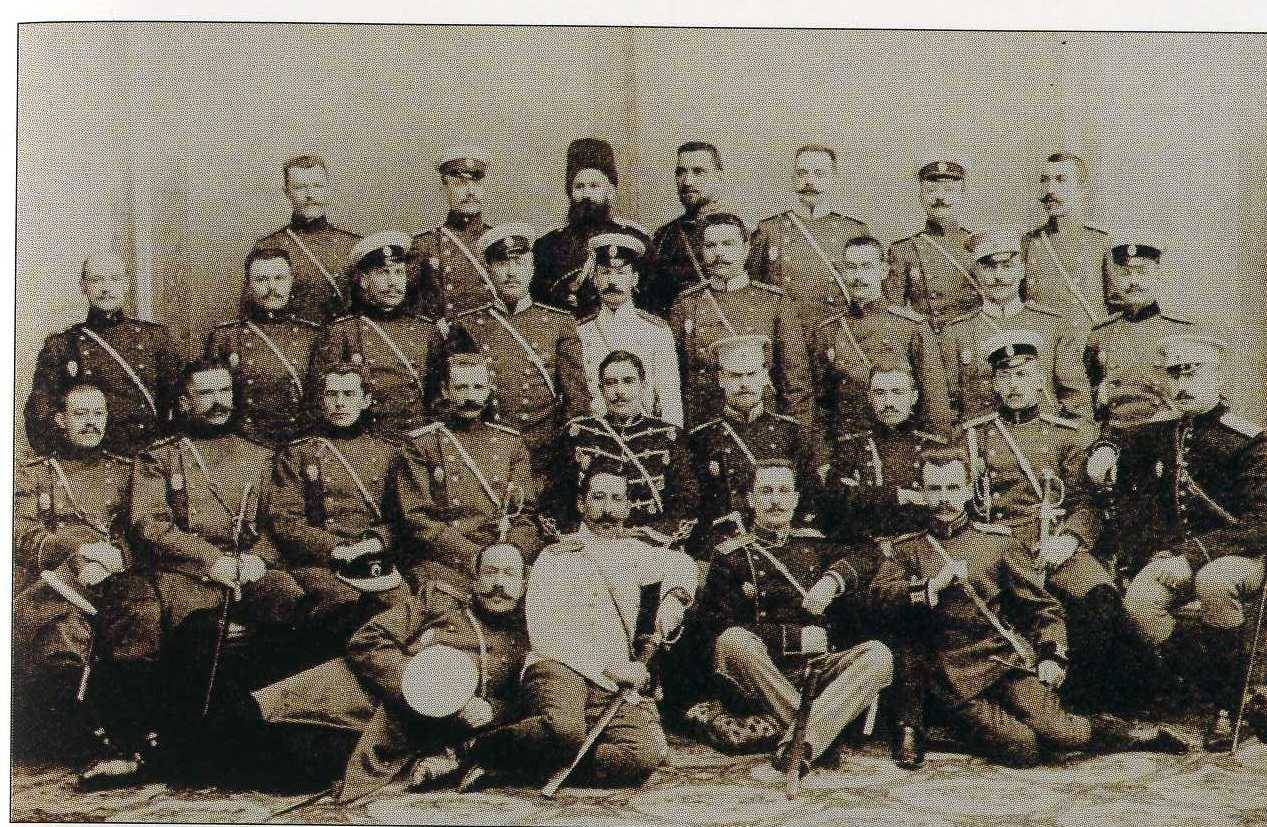
Группа офицеров, окончивших Академию генштаба в 1904 году и командированных в распоряжение наместника на Дальнем Востоке, 1904 год. В четвёртом ряду четвёртый справа — Б. В. Геруа

### Межвоенный период
В январе 1906 — сентябре 1908 — старший адъютант штаба 42-й пехотной дивизии. В ноябре 1906 — ноябре 1907 проходил цензовое командование ротой в 168-м пехотном Миргородском полку. Затем снова служил в штабе 42-й пехотной дивизии. В 1908—1909 годах — преподаватель Киевского военного училища. Подполковник (1909).
В 1909—1912 годах — помощник делопроизводителя в части 2-го обер-квартирмейстера (разведывательный отдел) Главного управления Генерального штаба. Служил в балканском отделении разведывательного отдела.
С 1912 — экстраординарный профессор по тактике Николаевской военной академии, полковник. С 1913 — ординарный профессор по кафедре военного искусства Николаевской военной академии. Входил в неформальную группу военных учёных — сторонников реформирования системы подготовки офицеров Генштаба, возглавлявшуюся Н. Н. Головиным (противники называли её участников «младотурками»). В мае — сентябре 1913 проходил цензовое командование батальоном в лейб-гвардии Егерском полку.
В предвоенные годы активно выступал в военной печати. В-частности, одним из первых в России обратил внимание на большую потенциальную роль авиации в будущей войне.

### Первая мировая война
- В 1914 — командир 123-го пехотного Козловского полка, затем был начальником отделения управления генерал-квартирмейстера штаба главнокомандующего армиями Юго-Западного фронта. Отличился при обороне Ясло 3 — 4 октября 1914, за что был награждён Георгиевским оружием.
- В декабре 1914 — апреле 1915 — начальник штаба 5-й пехотной дивизии.
- В апреле — мае 1915 — начальник штаба 31-й пехотной дивизии.
- В мае 1915 — июле 1916 — командир лейб-гвардии Измайловского полка.
- С июля 1916 — генерал-майор. С июля 1916 — генерал-квартирмейстер войск гвардии, с декабря 1916 — генерал-квартирмейстер Особой армии.
- С мая 1917 — и. д. начальника штаба 11-й армии.

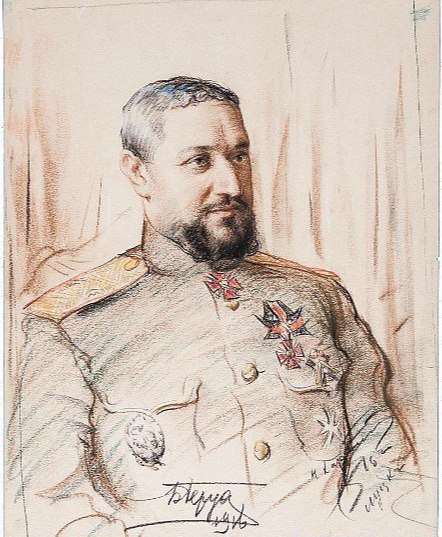
Портрет генерал-майора Бориса Владимировича Геруа. 1916 г.

В августе 1917 сочувствовал выступлению генерала Л. Г. Корнилова, был арестован, но освобождён за отсутствием доказательств. Отказался принять командование над корпусом, в сентябре 1917 вернулся в Николаевскую военную академию в качестве ординарного профессора. После прихода к власти большевиков отказался эвакуироваться вместе с Академией в Казань и нелегально переехал в Финляндию, где находилась его семья. В конце 1918 выехал в Великобританию, где был назначен председателем Особой военной миссии по оказанию материальной помощи белым армиям.

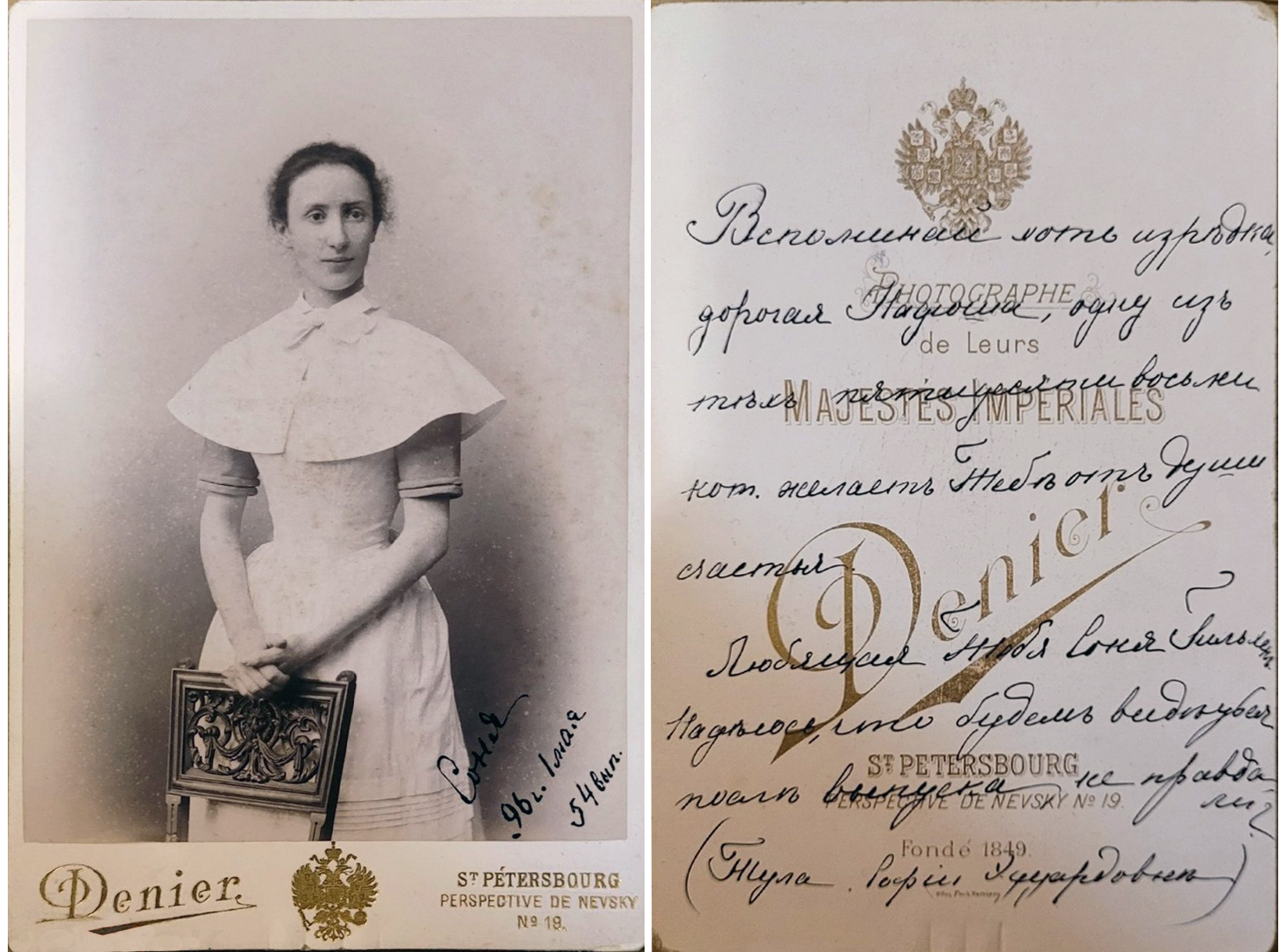
Софья Эдуардовна фон Гильхен. Фотография Деньера, Петербург. 1 мая 1896 года. Бывший архив княжны Н. Путятиной.

### В эмиграции
После ликвидации деятельности миссии в 1920 остался в Лондоне, поселился в районе Челси. Продолжил своё художественное образование в школах Челси и Слейда. Автор портретов (в частности, получил известность его портрет генерала В. И. Гурко), пейзажей, занимался книжной графикой. Позже переселился в Пейнтон (графство Девоншир). Жил по адресу Колин Роуд 10. Участвовал в выставках Королевского общества художников-портретистов. 1 октября 1935 был избран действительным членом Королевского общества поощрения художников. Член совета Союза измайловцев, с 1939 — его председатель.

### Семья
Был женат на дочери генерал-лейтенанта Софье Эдуардовне фон Гильхен (1879—1949). Их дети:
- Елена (1906—1971)
- Владимир (1908—1977)

В Великобритании проживают три внука Бориса Геруа (Николай, Петр, Александр), внучка (Мария) и два правнука.

### Смерть
Скончался 28 февраля 1942 года, в Torbay Hospital. Похоронен в церковном дворе деревни Collaton St Mary (3 километра западнее города Пейнтон). Могила сохранилась.

## Награды
- Орден Святой Анны 4-й ст. (1905)
- Орден Святого Станислава 3-й ст. с мечами и бантом (1905)
- Орден Святого Станислава 2-й ст. с мечами (1907)
- Орден Святой Анны 2-й ст. (1910) с мечами (06.12.1916)
- Орден Святого Владимира 4-й ст. (06.12.1913)
- мечи и бант к ордену Св. Владимира 4-й ст. (ВП 29.05.1915)
- Орден Святого Владимира 3-й ст. (1913) (1915)
- мечи к ордену Св. Владимира 3-й ст. (ВП 12.06.1915)
- Георгиевское оружие (20.11.1915)
- Высочайшее благоволение (за боевые отличия, ВП 18.03.1916)
- мечи к ордену Св. Анны 2-й ст. (30.11.1916)

## Сочинения
- Lenin’s fighting force. Why Soviet Russia is bound to collapse. Russian Liberation Committee. London, 1919.
- Геруа Б. В. Воспоминания о моей жизни / В 2-х тт. — Париж: Танаис, 1969—1970. — 275-217 с.
- Ряд статей по военным вопросам, среди которых «О кавалерийской доктрине» (1929, № 2), «Боязнь пространства» (1930, № 5), «Творчество доктринерства» (1933, № 20) (опубликованы в выходившем в Сараево «Вестнике военных знаний»).